# Thilo Stralkowski
Thilo Stralkowski (Essen, 2 maggio 1987) è un hockeista su prato tedesco.

## Palmarès

### Olimpiadi
- 1 medaglia:
  - 1 oro (Londra 2012)